# Pasadena Bowl
Le Pasadena Bowl, plus connu sous le nom de Junior Rose Bowl, joué de 1946 à 1971, en 1976 et 1977, était un match de football américain ayant opposé des équipes de collèges et d'universités américaines.
Entre 1946 et 1966 et en 1976 et 1977, le match opposait des joueurs juniors issus des collèges soit d'une part l'équipe championne de Californie et d'autre part l'équipe championne de NJCAA.  
Le vainqueur obtenait le titre de champion national.  
L'événement était organisé par la jeune chambre de commerce de Pasadena. 
Initialement appelé le Junior Rose Bowl, il est renommé le Pasadena Bowl entre 1967 et 1971. Il est présenté comme un Junior Rose Bowl lors des deux premières années (en 1967 et 1968) 
Cependant, il mettra ensuite en présence des équipes issues de collèges évoluant en NCAA lesquelles ne seront donc plus uniquement composées de juniors. 
Plus tard, en 1970 et 1971, des équipes universitaires évoluant dans les divisions de la NCAA seront invitées.

## Palmarès
| Dates            | Gagnant                                | Perdant                                  | Score           | Lieu                 |
| ---------------- | -------------------------------------- | ---------------------------------------- | --------------- | -------------------- |
| 14 décembre 1946 | Compton College                        | Kilgore College, Texas                   | 19-0            | Pasadena, Californie |
| 13 décembre 1947 | Chaffey College                        | Cameron College, Oklahoma                | 39-26           | Pasadena, Californie |
| 11 décembre 1948 | Compton College                        | Duluth Junior College, Minnesota         | 48-14           | Pasadena, Californie |
| 10 décembre 1949 | Little Rock Jr. College , Arkansas     | Santa Ana College                        | 25-19           | Pasadena, Californie |
| 9 décembre 1950  | Long Beach City College                | Boise State Junior College, Idaho        | 33-14           | Pasadena, Californie |
| 8 décembre 1951  | Pasadena City College                  | Tyler Junior College, Texas              | 28-26           | Pasadena, Californie |
| 13 décembre 1952 | Hartnell College, Californie           | Bacone Junior College, Oklahoma          | 20-20           | Pasadena, Californie |
| 12 décembre 1953 | Bakersfield College                    | Northeastern Oklahoma A&M                | 13-6            | Pasadena, Californie |
| 11 décembre 1954 | Hinds Junior College, Mississippi      | El Camino College                        | 13-7            | Pasadena, Californie |
| 10 décembre 1955 | Compton College                        | Jones County Junior College, Mississippi | 22-13           | Pasadena, Californie |
| 8 décembre 1956  | Arlington Junior College, Texas        | Compton College                          | 20-13           | Pasadena, Californie |
| 14 décembre 1957 | Arlington Junior College, Texas        | Cerritos College                         | 21-12           | Pasadena, Californie |
| 13 décembre 1958 | Santa Monica College                   | Northeastern Oklahoma A&M                | 30-12           | Pasadena, Californie |
| 12 décembre 1959 | Bakersfield College                    | Del Mar College, Texas                   | 30-14           | Pasadena, Californie |
| 10 décembre 1960 | Long Beach City College                | Tyler Junior College, Texas              | 38-16           | Pasadena, Californie |
| 9 décembre 1961  | Cameron College, Oklahoma              | Bakersfield College                      | 38-20           | Pasadena, Californie |
| 8 décembre 1962  | Santa Ana College                      | Columbia Basin College, Washington       | 20-0            | Pasadena, Californie |
| 14 décembre 1963 | Orange Coast College                   | Northeastern Oklahoma A&M                | 21-0            | Pasadena, Californie |
| 12 décembre 1964 | Long Beach City College                | Cameron College, Oklahoma                | 28-6            | Pasadena, Californie |
| 11 décembre 1965 | Fullerton College                      | Henderson County Junior College, Texas   | 20-15           | Pasadena, Californie |
| 10 décembre 1966 | Henderson County Junior College, Texas | Pasadena City College                    | 40-13           | Pasadena, Californie |
| 2 décembre 1967  | West Texas State                       | San Fernando Valley State                | 35-13           | Pasadena, Californie |
| 7 décembre 1968  | Grambling College                      | Sacramento State College                 | 34-7            | Pasadena, Californie |
| 6 décembre 1969  | Aztecs de San Diego State              | Boston University                        | 28-7            | Pasadena, Californie |
| 19 décembre 1970 | Cardinals de Louisville                | California State College à Long Beach    | 24-24 (égalité) | Pasadena, Californie |
| 18 décembre 1971 | Tigers de Memphis                      | Spartans de San Jose State               | 28-9            | Pasadena, Californie |
| 11 décembre 1976 | Bakersfield College                    | Ellsworth Community College, Iowa        | 39- 14          | Pasadena, Californie |
| 10 décembre 1977 | Pasadena City College                  | Jones County Junior College, Misissippi  | 38-9            | Pasadena, Californie |